# Dạ khúc cho tình nhân (ca khúc)
"Dạ khúc cho tình nhân" là một ca khúc do Lê Minh Lập sáng tác dưới bút danh Lê Uyên Phương vào năm 1968.

## Sáng tác
Lê Uyên Phương là bút danh của nhạc sĩ Lê Minh Lập, đôi lúc dùng chung với vợ là ca sĩ Lê Uyên. Trước khi thành vợ chồng thì cuộc tình của họ bị gia đình Lê Uyên ngăn cản. "Dạ khúc cho tình nhân" được vào năm 1968 khi ông nghe tin gia đình bà Lê Uyên ở Sài Gòn vừa bị pháo kích 
Trong sự kiện Tết Mậu Thân năm 1968, Lê Minh Lập đang ở Đà Lạt thì nghe tin gia đình Lê Uyên tại Sài Gòn nằm trong khu vực bị pháo kích, không rõ tình hình của người yêu nên ông Lập đã vào Sài Gòn. Tưởng rằng hai người có thể không đến được với nhau nhưng bà Lê Uyên bị kẹt trong khu nhà nên sau đó đã thoát ra được và gặp lại nhau. Sau đó "Dạ khúc cho tình nhân" ra đời.
Theo Lê Uyên thì "Dạ khúc cho tình nhân" là ca khúc cuối cùng vợ chồng Lê Uyên Phương cùng biểu diễn trên sân khấu.

## Ảnh hưởng
Từ 2007 đến 2023, ca sĩ Đàm Vĩnh Hưng phát hành loạt album ca nhạc gồm 10 tập với tựa đề chính là Dạ khúc cho tình nhân, mỗi tập của loạt album này sẽ kèm theo tựa đề phụ là ca khúc chủ đề của tập album đó. Ca khúc "Dạ khúc cho tình nhân" nằm trong album Dạ khúc cho tình nhân 4 – Cuộc tình đã mất phát hành năm 2011. Năm 2012, video âm nhạc Dạ khúc cho tình nhân của nam ca sĩ đã giành được giải Videp clip của năm của Zing Music Awards và đề cử Video âm nhạc Việt của kênh MTV.
Ngày 8 háng 11 năm 2014, chương trình Sol Vàng của kênh VTV9 với những sáng tác của Lê Uyên Phương có tên Dạ khúc cho tình nhân được tổ chức tại nhà hát Hòa Bình, Thành phố Hồ Chí Minh. Sau khi trở về Mỹ, Lê Uyên cho phát hành DVD cùng tên. Tháng 10 năm 2014, Phương Nam Film phát hành album nhạc Lê Uyên Phương đầu tiên tại Việt Nam có tựa đề Cho lần cuối & Dạ khúc cho tình nhân gồm 2 CD.
Liveshow âm nhạc Dạ khúc cho tình nhân của Lê Uyên Phương được tổ chức tối ngày 4 tháng 1 năm 2017 tại Nhà hát Lớn Hà Nội. Đây là lần đầu tiên Lê Uyên biểu diễn ở Hà Nội.